# Daniel Blumenthal

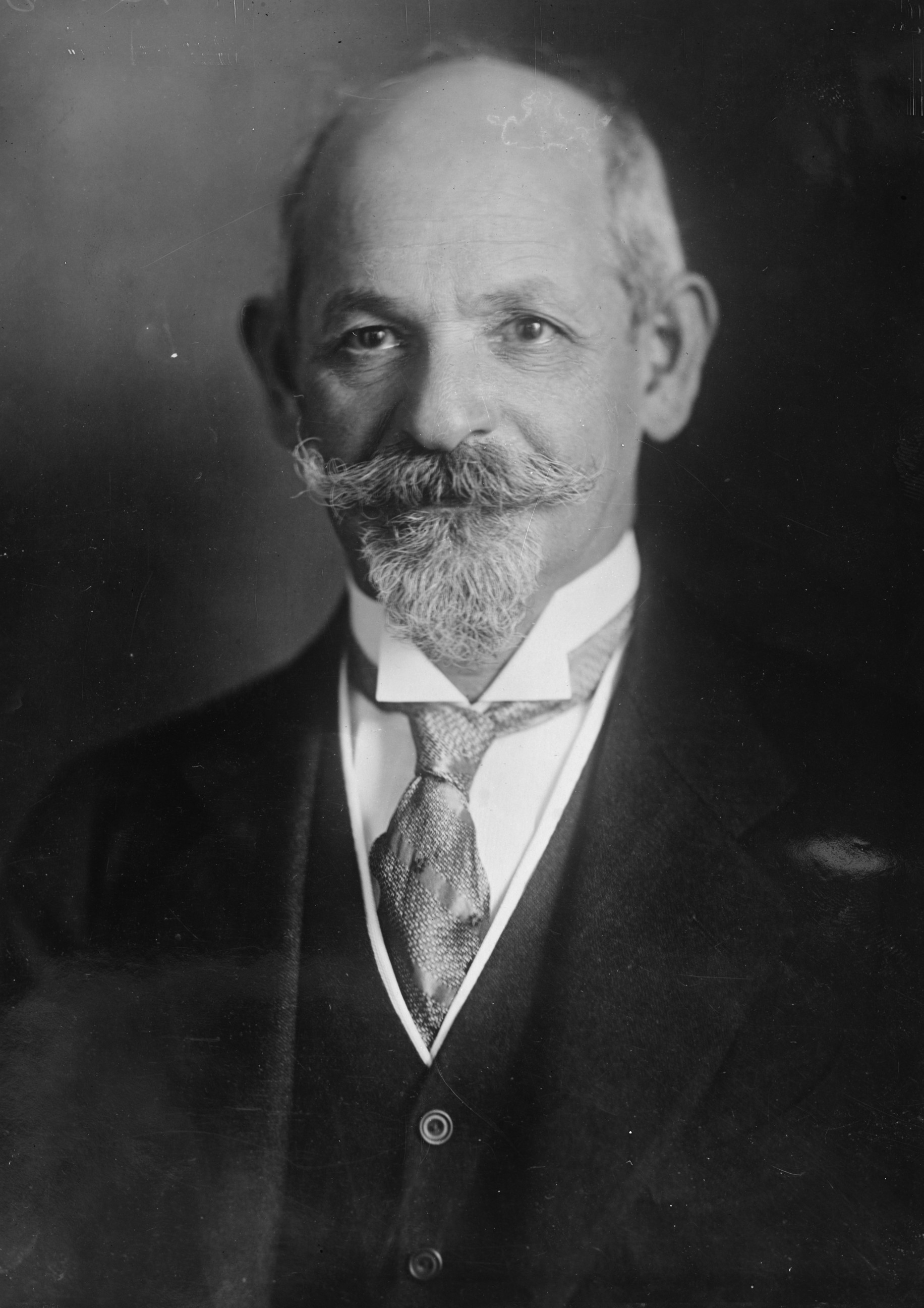
Daniel Blumenthal

Daniel Blumenthal (* 25. Januar 1860 in Thann; † 25. März 1930 in Paris) war Jurist, Bürgermeister und Mitglied des Deutschen Reichstags.

## Leben
Daniel Blumenthal war der Sohn eines Rabbiners aus Teltze (Galizien). 1858 wanderte dieser ins Elsass ein, konvertierte dort vom Judentum zum evangelischen Glauben und arbeitete als Bibelkolporteur. Daniel Blumenthal besuchte das Gymnasium in Mülhausen bis zum Abitur.
Vom 1. April 1880 an leistete er Militärdienst als Einjährig-Freiwilliger. Hierbei fiel auf, dass die ganze Familie die russische Staatsangehörigkeit besaß und keine deutsche. Am 19. Oktober 1882 wurde Daniel Blumenthal als Deutscher eingebürgert.
Nach dem Militärdienst studierte er zwei Jahre am Stift zu St. Thomas in Straßburg und danach an der Universität Straßburg Rechtswissenschaften. Von 1886 bis 1901 war er Rechtsanwalt beim Landgericht in Mülhausen und seit 1901 beim Oberlandesgericht Colmar.
Im Juli 1895 gründete er in Mülhausen die demokratische Elsaß-Lothringische Volkspartei und wurde zum ersten Vorsitzenden gewählt. Er war Mitbegründer der gleichnamigen Tageszeitung in Colmar. Seit 1899 war er Mitglied des Colmarer Gemeinderats und seit 1900 Vertreter des Kantons Colmar im Oberelsässischen Bezirkstag (bis 1914) und Mitglied des Landesausschusses.
Von 1903 bis 1907 war er Mitglied des Deutschen Reichstags für den Wahlkreis Reichsland Elsaß-Lothringen 9 (Straßburg-Land) und Deutsche Volkspartei. Bei der Reichstagswahl 1907 trat er im Wahlkreis Elsaß-Lothringen 9 (Straßburg-Land) und im Wahlkreis Elsaß-Lothringen 3 (Colmar) an. Im Wahlkreis 9 erreichte er im ersten Wahlgang mit 7.022 Stimmen den zweiten Platz nach Dionysius Will, der 8.967 Stimmen erhalten hatte und vor dem Sozialdemokraten Richard Fuchs mit 3.993 Stimmen. Im zweiten Wahlgang wurde Dionysius Will mit 10.252 Stimmen gewählt und Blumenthal, der 9.255 Stimmen auf sich vereinigen konnte, verlor seinen Wahlkreis. Auch im Wahlkreis Elsaß-Lothringen 3 erreichte er im ersten Wahlgang mit 5.692 Stimmen Platz zwei hinter Mandatsinhaber Jacques Preiß, der 7.883 Stimmen erhielt. Der Sozialdemokrat Jacques Peirotes schied als Dritter mit 4.515 Stimmen aus. Im Zweiten Wahlgang setzte sich Jacques Preiß mit 9.627 gegen Blumenthal mit 7.951 Stimmen durch und wurde gewählt.
Am 24. Juni 1905 wurde er mit 15 von 29 Stimmen zum Bürgermeister von Colmar gewählt und hatte dieses Amt bis 1914 inne.
Bei der Wahl zur 2. Kammer des Landtags des Reichslandes Elsaß-Lothringen am 22. Oktober 1911 scheiterte Daniel Blumenthal, wurde aber vom Kaiser zum Mitglied der ersten Kammer ernannt.
Nach Beginn des Ersten Weltkriegs zog er nach Paris und wurde dort Mitglied der Conférence d’Alsace-Lorraine, welche die Wiedereingliederung des Landes nach Frankreich vorbereitete. 1917 erschien sein Propagandabuch Alsace-Lorraine, in dem er Elsass-Lothringen als ein Land darstellte, dessen Bevölkerung die Befreiung durch Frankreich herbeisehne. Im Auftrag der französischen Regierung wurde er in die Vereinigten Staaten entsandt, um dort hierfür zu werben. Daniel Blumenthal rühmte sich, Woodrow Wilson überzeugt zu haben, die Forderung nach einer Volksabstimmung in Elsass-Lothringen über den künftigen Status fallen zu lassen.
Nach der Wiedereingliederung Elsass-Lothringens nach Frankreich wurde er 1919 in den Conseil Supérieur d’Alsace et de Lorraine berufen, dem er bis 1920 angehörte. Er trat für eine radikale Assimilierung des Landes ein. Insbesondere in katholischen Kreisen wurde er für seine antiklerikale Haltung gehasst. Seine Versuche für die Radikale Partei 1919 und 1924 in die Abgeordnetenkammer und 1920 in den Senat gewählt zu werden scheiterten. Die Radikale Partei schloss ihn 1924 aus.
In Colmar ist eine Straße nach ihm benannt.